# Megalomma
Megalomma es un género de coleópteros adéfagos de la familia Carabidae.

## Especies
Contiene las siguientes especies:
- Megalomma fulgens (W. Horn, 1892)
- Megalomma janaki Moravec, 2007
- Megalomma oculatum (Fabricius, 1798)
- Megalomma pierreorum Deuve, 2000
- Megalomma viridulum (Quesnel, 1806)